# Schlosskapelle (Bad Grönenbach)

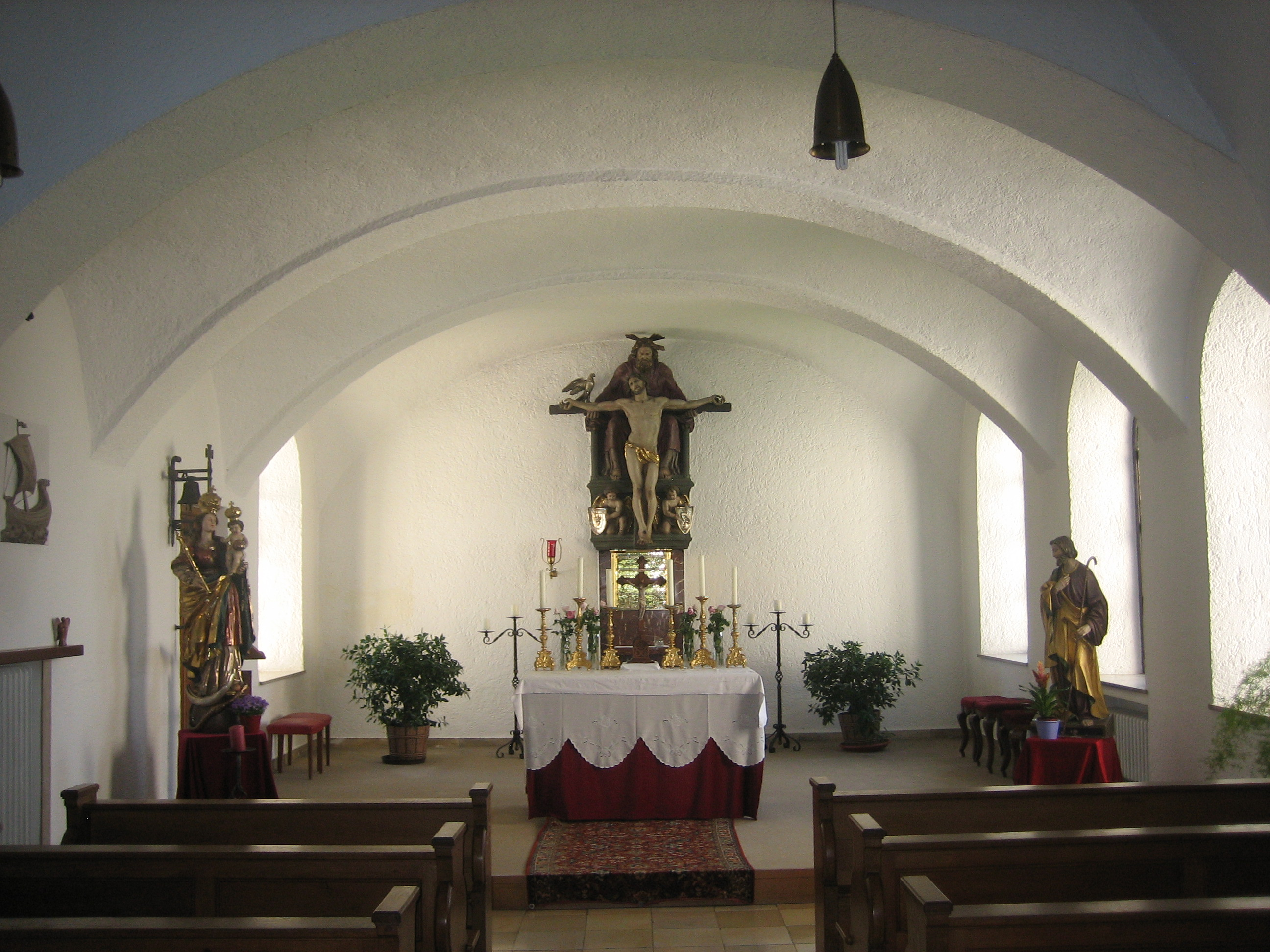
Innenansicht der Schlosskapelle in Bad Grönenbach

Die Schlosskapelle in Bad Grönenbach befindet sich im sogenannten Ringeisenhaus (benannt nach Dominikus Ringeisen) nahe dem Hohen Schloss.

## Geschichte
Die Schlosskapelle befand sich ursprünglich direkt im Hohen Schloss zu Bad Grönenbach. Bereits die Pappenheimer und später die Fugger ließen hier regelmäßig die Heilige Messe feiern. Im Zuge der Säkularisation 1802 wurde auch die Schlosskapelle aufgelöst. Das Inventar wurde 1802 und 1803 durch den kurbayerischen Aufhebungskommissar Abele aufgenommen und am 16. und 17. August 1803 durch den Versteigerungskommissar Durocher öffentlich versteigert. Die Inventarliste enthielt u. a. 1 Altarblatt samt Altar, inkl. eines hölzernen Kreuzes, 2 Leuchtern, 6 Messkissen, 5 Messbücher, 7 Malereien, 1 Weihwasserkessel aus Zinn. Ein Teil dieser Objekte wurde für 11 fl. von Kaplan Diepolder ersteigert.
Ab 1803 wurde im Hohen Schloss ein königlich bayerisches Landgericht untergebracht, somit hatte die Schlosskapelle keinerlei Verwendung mehr. Diese wurde nun als Pferdestall für den Amtsknecht genutzt. Auch nachdem Umzug des Landgerichts nach Memmingen 1880 blieb die Schlosskapelle noch bis 1901 in ihrem ungenutzten desolaten Zustand. Nachdem Dominikus Ringeisen das Hohe Schloss am 26. Oktober 1901 erworben hatte, wurde die Schlosskapelle wiederhergestellt.
Seit 1938 befindet sich die Schlosskapelle nicht mehr im Hohen Schloss, sondern ist im nahe gelegenen Ringeisenhaus untergebracht. Aktuell finden in der Schlosskapelle wieder regelmäßig Eucharistiefeiern statt. Die Majolikakreuzwegstationen wurden vom Münchner Künstler Georg Kemper geschaffen.

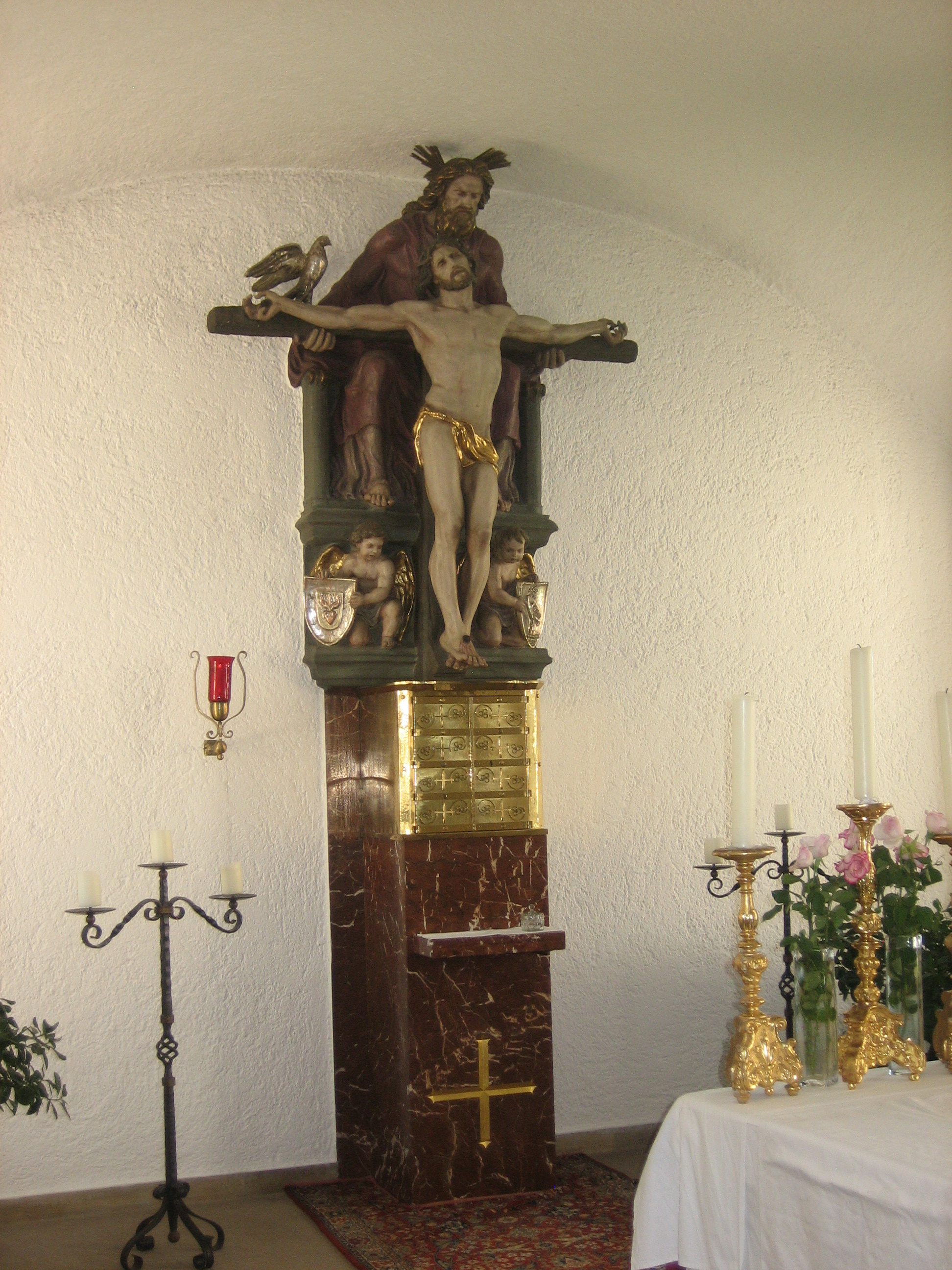
Altarfigur
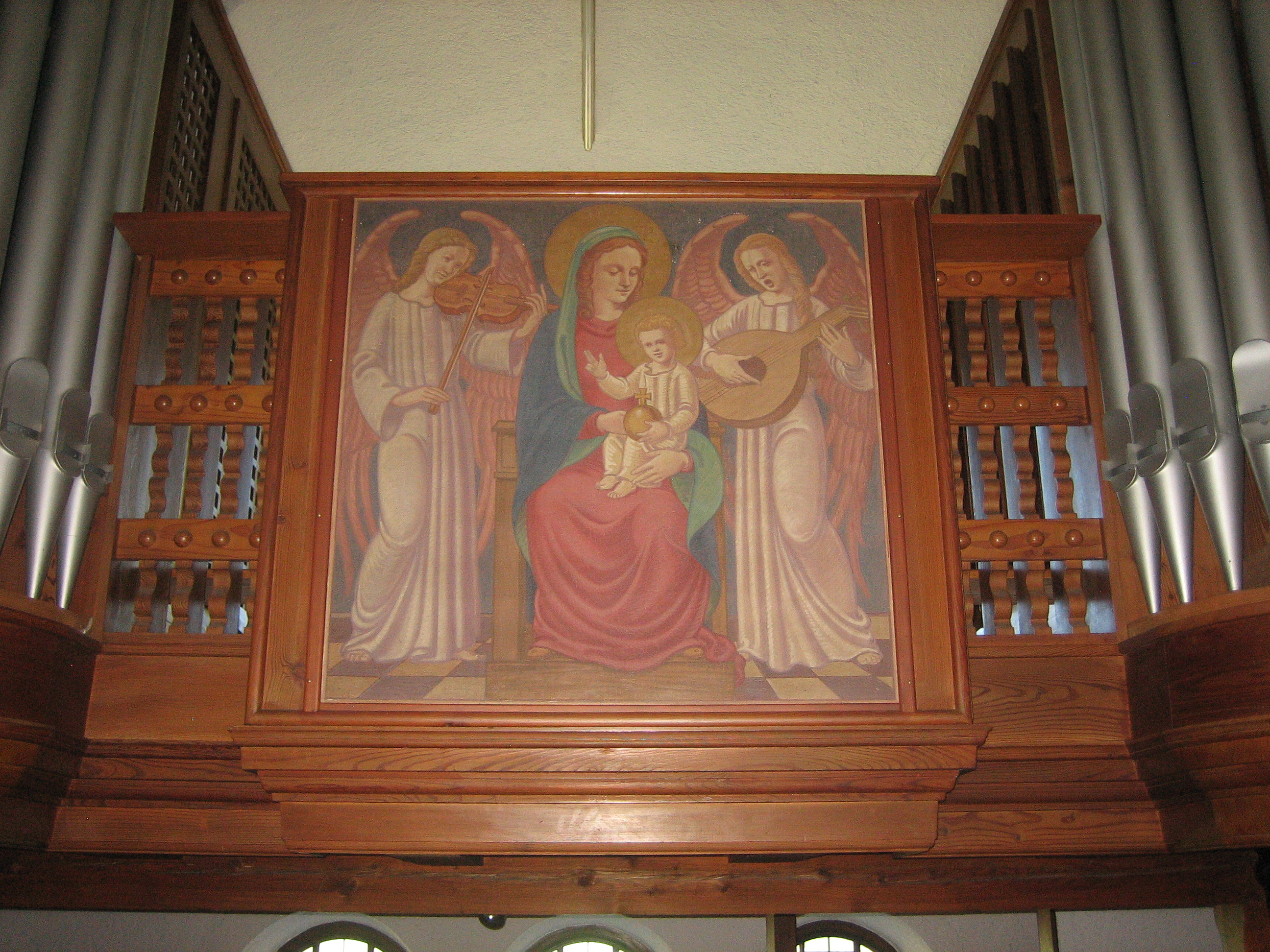
Gemälde
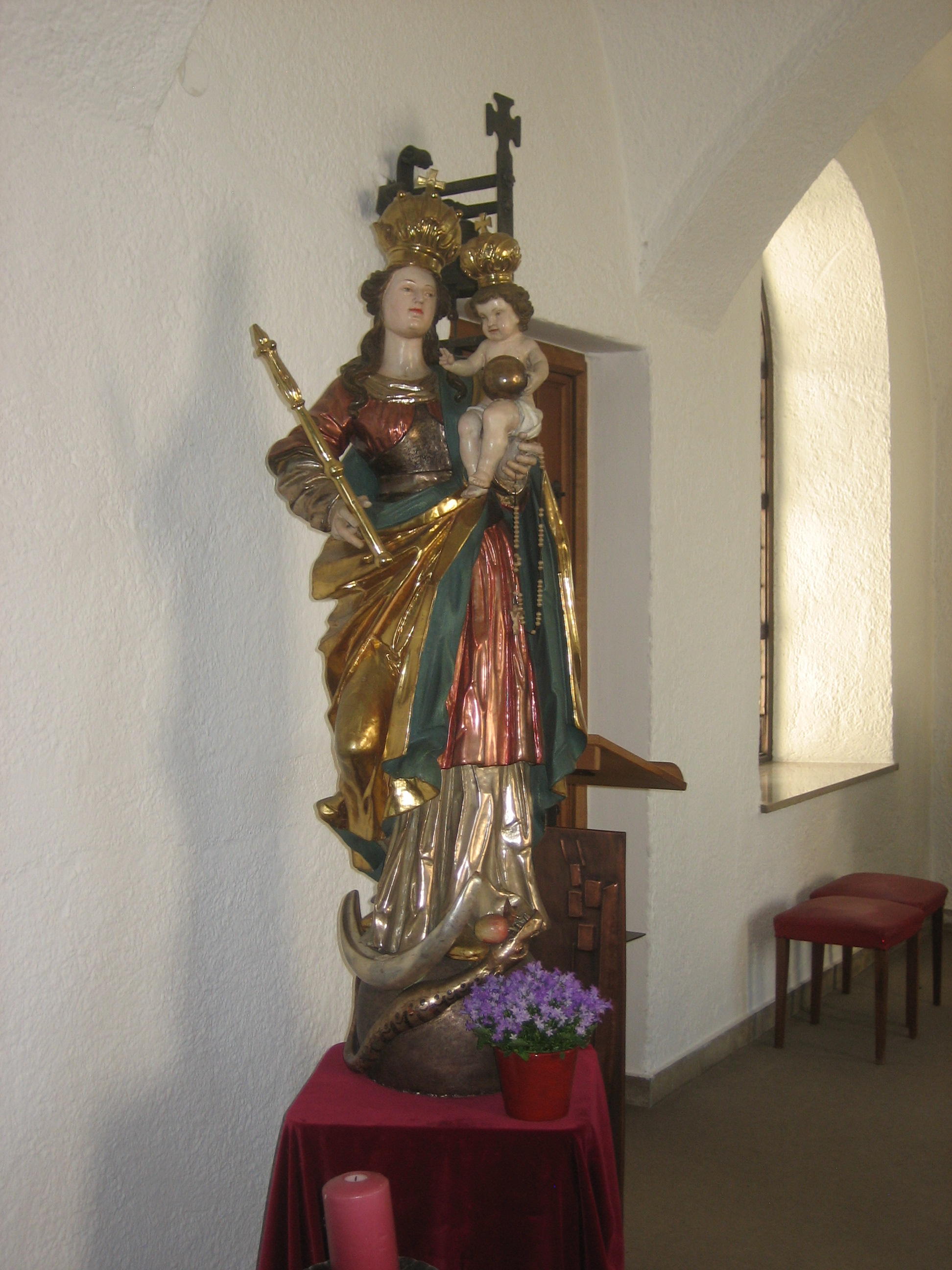
Figur Madonna mit Kind